# Marlyne Barrett
Pour les articles homonymes, voir Barrett.
Marlyne Nayokah Barrett (née Afflack) est une actrice et productrice américaine née le 13 septembre 1978 à Brooklyn, New York.
Après avoir joué dans une quinzaine de séries télévisées, elle se fait connaître par son rôle de Maggie Lockwood, la chef des infirmières dans la série médicale Chicago Med. Il s'agit d'une série dérivée de Chicago Fire et de Chicago PD dans lesquelles l'actrice intervient aussi de manière récurrente.

## Biographie
Marlyne Barrett est née le 13 septembre 1978 à Brooklyn, New York.
D'origine haïtienne, ses deux parents sont scientifiques et elle a une sœur qui est médecin. Elle grandit à Montréal entourée de sa famille.

### Vie privée
Elle est mariée depuis 2009 à Gavin Barrett. Elle parle couramment français.

## Carrière

### Animation, théâtre et débuts discrets
Elle fait ses débuts à la télévision à l'automne 1996 sur la chaîne MusiquePlus, à l'animation des émissions musicales Groove et Hip Hop, ainsi que l'émissions sportive S*P*A*M en 1997, et elle a réalisé de nombreuses interviews.
En 2001, elle intègre une troupe de comédiens, la Hudson Shakespeare Company, ils se produisent sur scène, dans des festivals et interprètent des grands classiques comme Hamlet.
Après une succession de petits rôles dans diverses productions cinématographiques (la plupart inédites sur le territoire français), elle décroche, en 2003, le premier rôle féminin de la comédie romantique indépendante, Love, Sex and Eating the Bones. Le film séduit les critiques et permet à Marlyne de se faire remarquer. La production est notamment récompensée lors du Festival du film de Toronto.
La même année, pour le téléfilm dramatique Au-delà des barrières, elle rejoint Whoopi Goldberg et Danny Glover. Le téléfilm est rendu populaire grâce au duo d'acteurs principaux et permet à Marlyne d'enchaîner, par la suite, les apparitions sur le petit écran.
En 2005, elle obtient un rôle mineur dans la comédie romantique Hitch, aux côtés de Will Smith et Eva Mendes. Le film est un énorme succès commercial, il engrange plus de 366 millions de dollars au box office pour un budget de 70 millions de dollars et la critique est également séduite.

### Rôles réguliers à la télévision
Parallèlement à ses petites incursions au cinéma, elle développe sa carrière à la télévision : En effet, Marlyne apparaît notamment dans les séries : New York, police judiciaire, New York, cour de justice et New York, unité spéciale, sous la houlette du célèbre Dick Wolf, qu'elle retrouvera quelques années plus tard.
En 2007, elle rejoint Glenn Close, pour un arc de plusieurs épisodes, dans la série télévisée américaine, Damages. Elle sélectionne judicieusement ses interventions télévisuelles puisque celle-ci est également acclamée par les critiques et se retrouve nommée dans de prestigieuses cérémonies.
Entre 2006 et 2008, elle rejoint la série criminelle Sur écoute (The Wire), diffusée sur la chaîne HBO aux États-Unis. Bien qu'elle n'ait pas connu de succès commercial important, cette série est acclamée par les critiques, reconnue pour son réalisme proche du documentaire,,, .
En 2009, elle fait partie de la distribution de la série dramatique ambitieuse Kings. Diffusée sur la chaîne NBC, le premier épisode est doté d'un budget de 10 millions de dollars, ce qui représente un coût de production colossal pour le milieu du petit écran : le pitch est vaguement basé sur l'histoire biblique du Roi David transposée à notre époque. Le concept est rejeté par le public et faute d'audiences, la série est annulée à la fin de la première saison.
Par la suite, elle continue d'apparaître en tant qu'invitée pour les shows Bored to Death et The Good Wife et vise un public plus jeune pour Gossip Girl, en 2010.

### Retour télévisuel remarqué
L'actrice marque une pause dans sa carrière et revient en 2015, dans American Crime, la création de John Ridley pour le réseau ABC, le temps des deux premiers épisodes.
Puis, elle est choisie pour incarner la chef des infirmières, Maggie Lockwwood, dans la nouvelle série médicale de la chaîne américaine NBC, Chicago Med. Il s'agit de la troisième série créée par Dick Wolf (aussi créateur de New York, unité spéciale et ses dérivés) dont l'intrigue se situe à Chicago et suit le quotidien des médecins et autres personnels de l'hôpital.
Elle est liée à deux autres séries du même créateur, Chicago Fire et Chicago Police Department qui s'intéressent respectivement aux pompiers et aux policiers de la ville de Chicago. La série est un succès critique et commercial avec une moyenne de 8 millions de téléspectateurs aux États-Unis, elle est reconduite pour une seconde saison.
L'actrice signe son retour au cinéma, en 2017, dans le drame indépendant Quest qui raconte l'histoire d'amour passionnelle entre un humble professeur et une toxicomane abusée sexuellement. Elle tient également le rôle-titre du court métrage Night Call, dont elle est la productrice, ou elle interprète un policier qui doit prendre une décision qui va radicalement changer sa vie à la suite d'une patrouille difficile. Dans le même temps, le show médical, Chicago Med est renouvelé grâce à la stabilité de ses audiences.
En 2018, elle rejoint, dans un rôle mineur, la comédie dramatique After Everything, portée par Marisa Tomei et Maika Monroe. Cette production est saluée par la presse.

## Filmographie

### Cinéma

#### Longs métrages
- 2001 : Hidden Agenda de Marc S. Grenier : L'hôtesse de l'air
- 2001 : Braquages (Heist) de David Mamet : Une femme
- 2003 : Love, Sex and Eating The Bones de Sudz Sutherland : Jasmine LeJeune
- 2005 : Hitch, expert en séduction (Hitch) d'Andy Tennant : Stéphanie
- 2006 : Off the Black de James Ponsoldt : Nancy
- 2017 : Quest de Santiago Rizzo : Sheila
- 2018 : After Everything d'Hannah Marks et Joey Power : Dr. Beatty

#### Courts métrages
- 1999 : Angelique de Michael Jarvis : Angelique
- 2017 : Night Call de Amanda Renee Knox : Kadedra Domek (également productrice)

### Télévision

#### Séries télévisées
- 2000 : The Wonderful World of Disney : Jody
- 2004 : The Jury : Faith Ward
- 2005 : New York, cour de justice (Law and Order : Trial by Jury) : Diane Harris
- 2005 : Rescue Me : Les Héros du 11 septembre (Rescue Me) : La mère du garçon dans le coma
- 2005 : New York, unité spéciale (Law and Order: Special Victims Unit) : Sarah Miller (saison 6, épisode 20)
- 2005 / 2008 : New York, police judiciaire (Law and Order) : Bocanegra, l'avocate / Alana Sinclair
- 2006 : Conviction : Dr Donner
- 2006 - 2008 : Sur écoute (The Wire) : Nerese Campbell
- 2006 : New York, unité spéciale : Alma Cordoza (saison 8, épisode 8)
- 2007 : Damages : Felicia Marquand
- 2009 : Kings : Thomasina
- 2009 : Bored to Death : Ava
- 2009 : The Good Wife : Thalia Ramsey
- 2010 : Gossip Girl : Martha Chamberlai
- 2014 : Satisfaction : Lauretta
- 2015 : American Crime : Détective Chris Thompson
- 2015 - présent : Chicago Med : Maggie Lockwood
- 2016 : Chicago PD : Maggie Lockwood
- 2016 - 2019 : Chicago Fire : Maggie Lockwood

#### Téléfilm
- 2003 : Good Fences de Ernest R. Dickerson : Tina

## Distinctions
Sauf indication contraire ou complémentaire, les informations mentionnées dans cette section proviennent de la base de données IMDb.

### Récompenses
- Jim Thorpe Independent Film Festival 2018 : meilleure actrice dans un court métrage pour Night Call
- SENE Film, Music and Art Festival 2018 : meilleure actrice dans un court métrage pour Night Call
- Twin Falls Sandwiches Film Festival 2018 : meilleure actrice pour Night Call

### Nominations
- Rahway International Film Festival 2018 : meilleure actrice dans un court métrage pour Night Call
- Westfield International Film Festival 2018 :
  - meilleure actrice dans un court métrage pour Night Call
  - meilleure court métrage dramatique pour Night Call
- Blackbird Film Festival 2019 : meilleure actrice dans un court métrage pour Night Call